# Hydlide
 (juin 2020).
Si vous disposez d'ouvrages ou d'articles de référence ou si vous connaissez des sites web de qualité traitant du thème abordé ici, merci de compléter l'article en donnant les références utiles à sa vérifiabilité et en les liant à la section « Notes et références ».
La série de jeux Hydlide est une série japonaise de jeux vidéo d'action-RPG développés par T&E Soft, dont la plupart des titres sont sortis exclusivement au Japon.
L'histoire se déroule dans un univers parallèle appelé Fairyland où les humains et les fées coexistent.

## Liste des jeux de la série
La liste des jeux de cette série est :
- The Legend of Hydlide sur PC-66, PC-88 (1984) MSX1, MSX2, X1, FM-7 (1985) NES (1989) X68k (1994) Windows (1999) Mobile (2001)
  - Hydlide Special sur Famicom (1986)
- Hydlide II: Shine of Darkness sur PC-88 (1985) MSX1, MSX2, FM-7, X1, MZ-2000 (1986) X68k (199?) Mobile (2003)
- Hydlide 3: The Space Memories sur MSX1, MSX2, PC-88 (1987) X1 (1988) Famicom (1989) Mobile (2005)
  - Super Hydlide sur Mega Drive (  1989) (  1990) (  1991)
  - Hydlide 3 Special Version sur X68k, PC-98 (1990)
  - Hydlide 3 GoldPack sur Windows 95/98 (1999)
- Virtual Hydlide sur Saturn (1995)

### Compilations
- Une compilation contenant Hydlide 2 et 3 est sortie en 1987 sur MSX sous le nom de Hydlide Bronze Pack.
- Une compilation comportant les versions améliorées d'Hydlide 1, 2 et 3 sortit le 23 mai 2001 pour Windows 95/98. Le CD-rom comprenait également le "Musée Hydlide" comportant des articles de magazines japonais parlant des jeux et des interviews des développeurs. La "version anniversaire" des 5 ans de T&E Soft était accompagné du CD de musique Hydlide Music Collection Renewal (voir paragraphe Musiques).

## Innovations
La série des Hydlide a amené un certain lot d'innovations, jusqu'alors presque inédites dans l'univers vidéo-ludique.
- The Legend of Hydlide fut le tout premier jeu de rôle sur console. Il disposait d'un système de sauvegarde.
- Hydlide II fut le premier jeu vidéo sur console à intégrer un système d'alignement.
- Hydlide 3 fut le premier jeu à intégrer une horloge interne, un cycle jour/nuit et un système de pondération.
- Virtual Hydlide fut un des premiers jeux à générer une carte aléatoire.

## Réputation
Si la série a eu un certain succès au Japon, elle souffre d'une très mauvaise réputation aux États-Unis et en Europe, où elle est souvent considérée comme une série de mauvais jeux, malgré ses innovations. Déjà, The Legend of Hydlide a souvent été désigné comme étant un des plus mauvais jeux de la NES, car la comparaison avec The Legend of Zelda, sorti à la même époque, était sans appel. Un peu plus tard, la comparaison avec la série des Ys, dans un genre analogue (qui pourtant s'inspirait de celle des Hydlide), sera également plutôt en défaveur des Hydlide. Ensuite, Super Hydlide rebutera les joueurs par sa complexité et son visuel austère pour la Mega Drive. Enfin, Virtual Hydlide enfoncera le clou avec une pauvreté dans la réalisation et dans le gameplay.

## Musiques
Si la musique de The Legend of Hydlide était considérée comme un défaut du jeu, car courte et répétitive, par la suite, les musiques de la série des Hydlide sera considérées comme un des atouts, jusqu'au dernier Virtual Hydlide. Le 23 mai 2001, DigiCube sortit un CD d'OST remixées par Daisuke Asakura sous le nom Hydlide Music Collection Renewal.